# Torre del Grifo Village
Torre del Grifo Village è un centro polisportivo sito nel comune di Mascalucia, nel catanese.

## Storia
La struttura venne inaugurata nel 2011 e impiegata come centro di allenamento del Calcio Catania S.p.A., società proprietaria del centro. Al momento della sua inaugurazione, era considerato uno dei centri sportivi più avanzati in Europa.  Ha ospitato gli allenamenti di diverse squadre che si trovavano in Sicilia per partite o ritiri, tra cui la nazionale italiana under 21 e il Guangzhou allenato da Fabio Cannavaro. 
Il 22 dicembre 2021 con la dichiarazione di fallimento del "Calcio Catania S.p.A." e con la successiva revoca dell'esercizio provvisorio il 9 aprile 2022, che ha comportato l'esclusione del Catania dal campionato di Serie C 2021-2022, la struttura di Mascalucia cessa di essere la sede degli allenamenti del Calcio Catania. La curatela fallimentare dispose, gradualmente, la chiusura dell'impianto in attesa di assegnarlo tramite asta giudiziaria. La struttura, di conseguenza, è rimasta inutilizzata ed è stata oggetto di diverse aste fallimentari, tutte andate deserte.. Nel corso del 2025, la nuova proprietà del club etneo ha manifestato l'interesse di recuperare la struttura al fine di utilizzarla nuovamente come centro sportivo della prima squadra.

## Struttura
La struttura è costituita da quattro campi da calcio regolamentari, due in erba naturale e due in erba sintetica.
Occupa una superficie di 150000 m² nella quale trovano posto quattro campi di calcio per l'allenamento di prima squadra, Primavera e giovanili e squadra femminile oltre alle palestre per l'attività fisica due piscine coperte. All'interno è stato realizzato anche un centro polifunzionale aperto al pubblico, fornito di bar, ristorante, palestra, bagni termali e vasca olimpica. Inoltre la struttura viene dotata di sale stampa, un albergo, negozi e spazi verdi.